# تئاتر لیریک، لندن
تئاتر لیریک (انگلیسی: Lyric Theatre) یک سالن نمایش در لندن، انگلستان است.
این سالن تئاتر که در خیابان شافتزبوری قرار دارد در سال ۱۸۸۸ میلادی تأسیس شده و جزئی از تئاتر وست اند محسوب می‌شود. تئاتر لیریک دارای ۴۳۲ نفر ظرفیت می‌باشد.